# تصنيف كسور الكعبرة القاصية

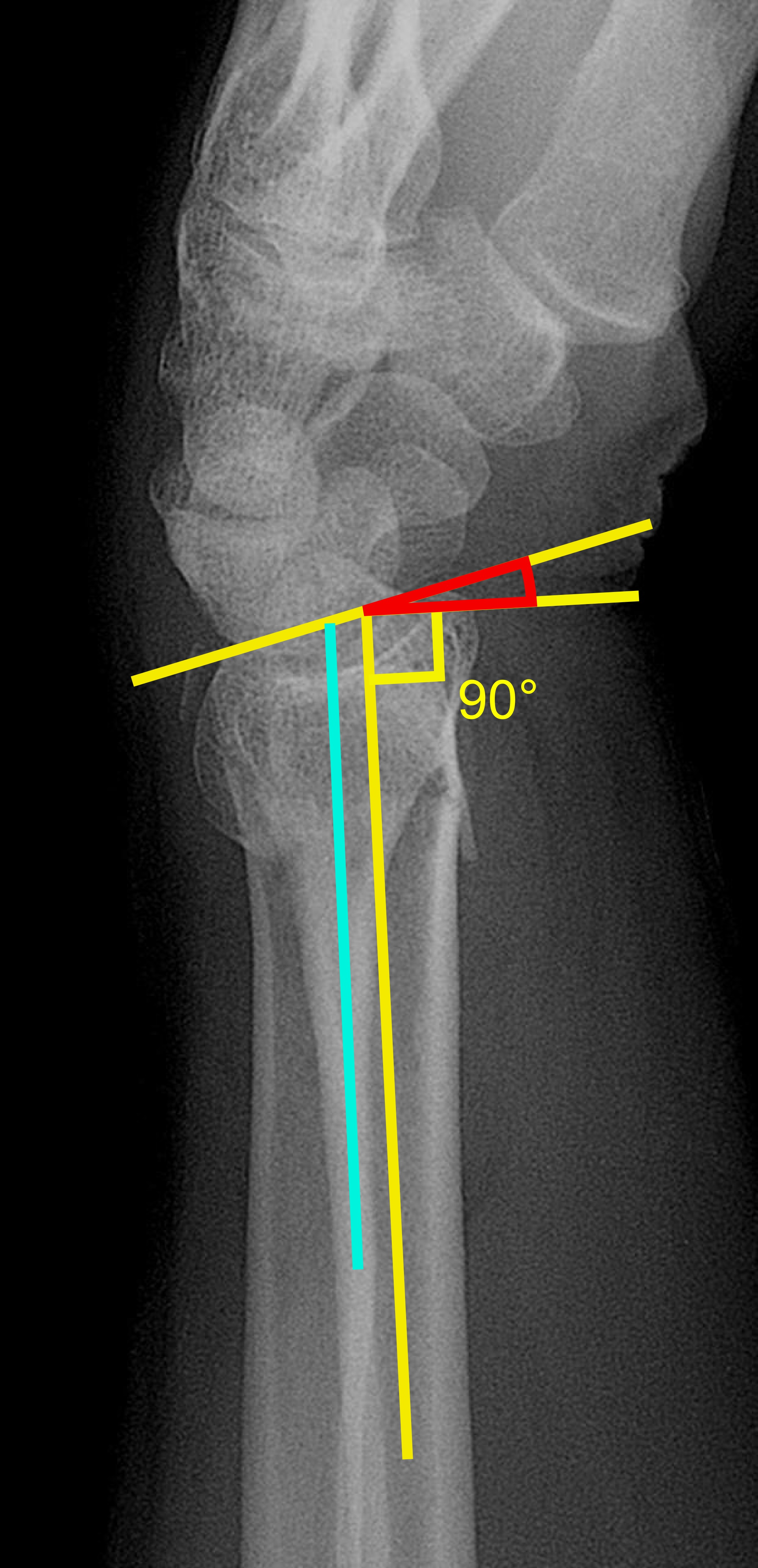
كسر مع ميل ظهري، مع ملاحظة الميل الظهري على يسار الصورة والأخمصي على يمينها.

يوجد عدد من الأساليب لتصنيف كسور الكعبرة القاصية أو كسور الرسغ، إذ صُممت لوصف أنماط الإصابة التي ستتطور بطرق يمكن التنبؤ بها، وللتمييز بين الحالات مختلفة النتائج والعلاجات. فشلت معظم أساليب تصنيف كسور الرسغ في تحقيق أي من هذه الأهداف ولا يوجد إجماع حول أكثرها فائدة.
يتميز الكسر المستقر خارج المفصل غير المنزاح بإنذار ممتاز، أما الكسر غير المستقر داخل المفصل والمنزاح يصعب علاجه وإنذاره سيئ دون تدخل جراحي.
لا يُنصح باستخدام التسميات لتصنيف الكسور مثل كسور كوليس وسميث وبارتون.

## التشريح
يمثل الوصف التشريحي للكسر أسهل طريقة لوصفه وتحديد العلاج وتقييم الاستقرار.
- عدم تطابق المفصل.
- الميل الأخمصي أو الظهري.
- الميلان الشعاعي.
- الطول الشعاعي والتفاوت الزندي.
- تفتت الكسر (مقدار الانهيار في موقع الكسر).
- كسر مفتوح (كسر مركب) أو إصابة مغلقة.
- كسر الناتئ الإبري الزندي المصاحب.
- إصابات الأنسجة الرخوة المصاحبة.

### عدم تطابق المفصل
يجب أن يكون سطح المفصل أملسًا حتى يعمل بشكل صحيح. قد يؤدي عدم انتظام السطح إلى التهاب المفصل الكعبري الرسغي والألم والتيبس. إن عدم التطابق الذي يزيد عن 1 مم يزيد خطر الإصابة بالتهاب المفاصل التالي للرضح. يحدث عدم التطابق المفصلي الكبير عادةً في المرضى الشباب بعد إصابات قوية عالية الطاقة. إن عدم انتظام سطح المفصل الشديد لدرجة يصعب فيها إعادة بنائه تجعل من اندماج المفصل الخيار الوحيد أحيانًا.

### الميل الأخمصي والميل الظهري

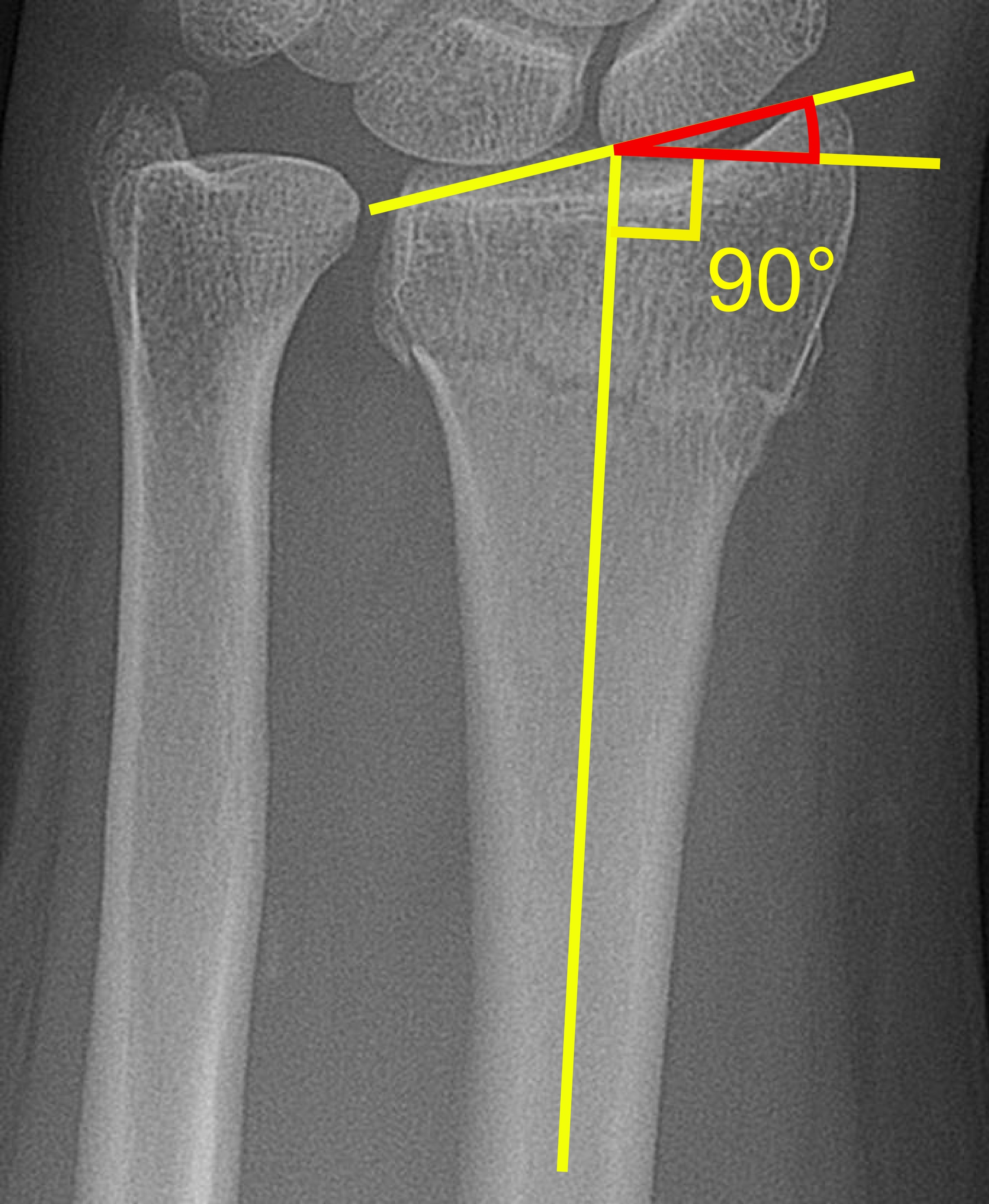
كسر مع انخفاض ميل الكعبرة (نحو 15 درجة)

يظهر الميل الظهري لكسر الكعبرة القاصي باللون الأحمر في الصورة على اليمين، ويلاحظ التزوي بين:
1. خط مرسوم بين النهايات القاصية للسطح المفصلي للكعبرة على الأشعة السينية الجانبية.
2. خط معامد على جسم الكعبرة.

يصعب أحيانًا تمييز جسم الكعبرة عن عظم الزند، ويمكن استخدام خط بينهما (خط فيروزي في الصورة) عوضًا عنه.
عادة ما يتراوح الميل الراحي للزاوية بين 11 و12 درجة، ويتجلى نمط الكسر الأكثر شيوعًا في اختلال هذه الزاوية والانهيار في الاتجاه الظهري. يرفع الميل الظهري بمقدار 0 درجة (انحراف 11 درجة - 12 درجة عن الوضع التشريحي الطبيعي) خطر الإصابة بالألم والضعف الوظيفي بصورة كبيرة.  يمثل الميل الظهري الذي لا يتجاوز 5 درجات (16 درجة - 17 درجة انحراف) بعد عملية الرد المغلق أقصى زاوية متبقية مقبولة للحصول على نتيجة مرضية.